# Basílica de San Juan de Ávila
La basílica de San Juan de Ávila es una basílica pontificia menor situada en la localidad de Montilla, Córdoba (España).
La antigua iglesia de la Encarnación y posteriormente Santuario de San Juan de Ávila fue elevada a la categoría de basílica menor por decreto De titulo Basilicae Minoris de fecha 20 de junio de 2012, firmado por el Prefecto de la Congregación para el Culto Divino y la Disciplina de los Sacramentos, el cardenal español Antonio Cañizares Llovera.
La basílica está dedicada a San Juan de Ávila, patrono del clero secular español y doctor de la Iglesia  desde octubre de 2012 y en ella se albergan sus restos, guardados en el "Arca del Testamento".

## Historia
La primitiva iglesia de la Encarnación de un colegio jesuita, fue fundada en 1568 con la ayuda de los marqueses de Priego, la mediación de Francisco de Borja y la presencia de Juan de Ávila, que pediría ser enterrado en ella, como así se hizo.
Como la iglesia se quedó pequeña, los jesuitas decidieron construir una mayor en 1726, en el estilo típico de la Compañía, pero las obras no llegaron a su fin al producirse la expulsión de los jesuitas en 1767. Después de la desamortización de Mendizábal, pasó a propiedad privada, hasta que Francisco de Alvear y Gómez de la Cortina, VI Conde de la Cortina, gran mecenas local, compró el terreno y el inmueble y terminó la iglesia, conservando la planta del modelo jesuita y entregándola a la Compañía de Jesús, que la abriría al culto en 1944.
En su interior, además del sepulcro de san Juan de Ávila, se conserva un sepulcro de la Casa de Aguilar. Entre sus pinturas destacan un Ángel de la Guarda atribuido a Valdés Leal, un Santo Domingo, atribuido a Zurbarán, una Virgen de la Paz, de autor anónimo del siglo XVI y varias atribuciones a Vicente López.